# Eremocampe choresmiana
Eremocampe choresmiana är en stekelart som beskrevs av Sugonjaev 1986. Eremocampe choresmiana ingår i släktet Eremocampe och familjen raggsteklar. Inga underarter finns listade i Catalogue of Life.